# Roßla
Roßla (a se citi ['rosla]) este o comună în Saxonia-Anhalt, Germania.